# 7330 Annelemaitre
7330 Annelemaitre este o planetă minoră (asteroid), cu un diametru de 4,349 km, din Mars-crossing asteroid[*]. A fost descoperită pe 15 octombrie 1985 la Stația Anderson Mesa de Edward L. G. Bowell și a fost numită după Anne Lemaître⁠(d). 
Obiectul prezintă o orbită caracterizată de o semiaxă mare de 2,3561178 UAi, o excentricitate de 0,3, o înclinație de 21,63545 ° în raport cu ecliptica.